# NGC 5423
NGC 5423 je eliptična galaktika u zviježđu Volaru. 

## Vanjske poveznice
- (engl.) SEDS: NGC 5423
- (engl.) Revidirani Novi opći katalog
- (engl.) Izvangalaktička baza podataka NASA-e i IPAC-a
- (engl.) Astronomska baza podataka SIMBAD
- (engl.) VizieR
- DSS-ova slika NGC 5423  Arhivirana inačica izvorne stranice od 5. ožujka 2016. (Wayback Machine)